# Éric Bellocq
Pour les articles homonymes, voir Bellocq.
Éric Bellocq est un luthiste français, né le 8 septembre 1962. Il est aussi joueur de théorbe, de guitare renaissance et d'orgue.

## Biographie
Éric Bellocq a étudié dans la classe de guitare d'Alexandre Lagoya au conservatoire national supérieur de musique de Paris, d'où il est sorti avec un 1er prix en 1983. Il a fait partie de l'ensemble Les Arts Florissants de William Christie de 1983 à 1990 et a participé à de nombreuses productions d'opéra et concerts avec La Chapelle Royale, Les Musiciens du Louvre, Les Talens Lyriques, La Grande Écurie et la Chambre du Roy, Le Concert Spirituel, Akâdemia, Le concert d'Astrée, et La Fenice.
Parallèlement à ses récitals en solo, il a rejoint en 1991 l'Ensemble Clément-Janequin. Avec François Couturier, pianiste de jazz, Éric Bellocq accompagne Dominique Visse dans un récital allant de Machaut à Berio, et avec le jongleur Vincent de Lavenère a créé un spectacle original, Le Chant des balles, où se croisent musique ancienne, improvisation et jonglerie.
Éric Bellocq a participé à de nombreux enregistrements - dont un CD en solo, et plusieurs CD en duo avec Dominique Visse, Massimo Moscardo, et Jean-Paul Fouchécourt. Il enseigne au conservatoire national supérieur de musique et de danse de Paris.

## Discographie

### En solo
- François Campion : A Portrait (août 2002)

### En duo
- Airs de Cour des XVIe, XVIIe, XVIIIe Siècles (janvier 2000) avec Jean-Paul Fouchécourt (haute-contre)

### En ensemble

#### Avec l'Ensemble Clément Janequin
- Lassus : Chansons et Mauresques (1992)
- Vecchi : L'Anfiparnaso (1993)
- Chansons sur des poèmes de Ronsard (1994)
- Une fête chez Rabelais (1994)
- Le Jeune : missa ad placitum, magnificat (1997)
- Canciones y Ensaladas (Chansons du Siècle d'Or Espagnol) (1997)
- Psaumes et Chansons de la Réforme (1998)
- Les Plaisirs du Palais (2000)
- Le Jeune : Autant en emporte le vent - Chansons (2004)
- L'écrit du cri (2009)

#### AvecLes Arts Florissants
- Lully : petits motets (1987)
- Gesualdo : madrigaux (1987)
- Clérambault : cantates  (1990)

#### Avec l'Ensemble Variations
- Élisabeth Jacquet de La Guerre, 6 Sonates à un & deux violons avec viole ou violoncelle obligés, Ensemble Variations, Frédéric Martin, Odile Édouard, violons, Christine Plubeau, viole de gambe, David Simpson, violoncelle (sonate en Ré majeur), Éric Bellocq, théorbe & guitare,  Noëlle Spieth, clavecin & orgue, Accord 1996

## Source
- Site officiel